# Родољуб Карановић
Родољуб Карановић (рођен 1948) је српски Графичар и Магистар графике.

## Биографија
Рођен је 18.3.1948. године у Београду. Завршио је постдипломске студије конзервације дела ликовних уметности на папиру на Академији ликовних уметности у Београду 1976. Члан је Удружења ликовних уметника Србије од 1972. године. Самостално је излагао у Добоју 1973, учествовао је на изложби „Касито” 1972, групним изложбама УЛУС-а 1974. и 1975, Октобарског салона 1975. и изложби Графике београдског круга 1973—1975.